# Runa (tidskrift)
För andra betydelser, se Runa.
Runa var en tidskrift med folkloristiskt och antikvariskt innehåll som utkom åren 1842-1850 och 1865-1876. Utgivare var Richard Dybeck.
Runa hade under sin existens växlande tilläggstitlar, utkom med två häften 1842, två 1843, åtta mindre häften 1844, ett stort häfte årligen 1845 och 1847-1850 samt i ny följd med ett häfte årligen 1865 och 1869-1876. Innehållet utgörs av fornminnesbeskrivningar från flera svenska landskap, nyupptecknade folkvisor, vallvisor,
folkdanser och lekar (med tillhörande melodier), sägner, skrock och folkseder, gåtor, inhemska växtnamn med mera. Texten belyses med litografiska avbildningar.

## Digitaliserad utgåva
- Runa : en skrift för fädernelandets fornvänner. Stockholm. 1842-1874. Libris v6m2d8p7ssp1sj29. http://hdl.handle.net/2077/63270